# 방향도함수
벡터 미적분학에서 방향도함수(方向導函數, 영어: directional derivative) 또는 방향 미분(方向微分)은 주어진 지점에서 함수가 특정 방향으로 변화하는 증가율을 측정한다.
이는 곡선 좌표계에서 다른 모든 좌표를 고정한 채, 하나의 좌표축을 따라 변화율을 측정하는 편미분의 개념을 일반화한 것이다. 방향도함수는 가토 도함수(Gâteaux derivative)의 특수한 경우이다.

## 정의
스칼라 함수 {\displaystyle f(\mathbf {x} )=f(x_{1},x_{2},\ldots ,x_{n})}에 대한 벡터 {\displaystyle \mathbf {v} =(v_{1},\ldots ,v_{n})}를 따르는 방향도함수 {\displaystyle \nabla _{\mathbf {v} }{f}}는 다음 극한으로 정의되는 함수이다.
{\displaystyle \nabla _{\mathbf {v} }{f}(\mathbf {x} )=\lim _{h\to 0}{\frac {f(\mathbf {x} +h\mathbf {v} )-f(\mathbf {x} )}{h}}.}

## 기울기와의 관계
{\displaystyle \mathbb {R} ^{2}}에서 정의된 함수 {\displaystyle f(x,y)}에 대한, 점 {\displaystyle P_{0}(x_{0},y_{0})}에서의 단위 벡터 {\displaystyle {\hat {u}}=(u_{1},u_{2})}를 따르는 방향도함수는 다음과 같다:
{\displaystyle (\nabla _{\hat {u}}{f})_{P_{0}}=\lim _{h\to 0}{\frac {f(x_{0}+tu_{1},y_{0}+tu_{2})-f(x_{0},y_{0})}{h}}.}
한편 함수 {\displaystyle f(x,y)}가 미분 가능하면 미분가능한 곡선 {\displaystyle x=x(t),y=y(t)}에 대한 f의t에 대한 변화율은 연쇄 법칙에 의해 다음과 같이 주어진다:
{\displaystyle {\frac {df}{dt}}=\left({\frac {\partial f}{\partial x}}\right){\frac {dx}{dt}}+\left({\frac {\partial f}{\partial y}}\right){\frac {dy}{dt}}\,.}
따라서 점 {\displaystyle P_{0}(x_{0},y_{0})}에서 단위 벡터 {\displaystyle {\hat {u}}=(u_{1},u_{2})}를 향하는 매개변수화를 {\displaystyle x(t)=x_{0}+tu_{1}}, {\displaystyle y(t)=y_{0}+tu_{2}}로 취하면 {\displaystyle P_{0}}에서 {\displaystyle {\hat {u}}}를 따르는 방향도함수는 다음과 같다:
{\displaystyle {\begin{aligned}(\nabla _{\hat {u}}{f}(\mathbf {x} ))_{P_{0}}=\left({\frac {df}{dt}}\right)_{{\hat {u}},P_{0}}&=\left({\frac {\partial f}{\partial x}}\right)_{P_{0}}{\frac {dx}{dt}}+\left({\frac {\partial f}{\partial y}}\right)_{P_{0}}{\frac {dy}{dt}}\\&=\left({\frac {\partial f}{\partial x}}\right)_{P_{0}}u_{1}+\left({\frac {\partial f}{\partial y}}\right)_{P_{0}}u_{2}=(\nabla f)_{P_{0}}\cdot {\hat {u}}\end{aligned}}}
즉, 방향도함수는 기울기 {\displaystyle \nabla f}와 단위 벡터 {\displaystyle {\hat {u}}}의 내적으로 주어진다.

의 등치선. 기울기 벡터 는 검정색이며 주어진 단위 벡터 에 대한 방향도함수, 즉 단위 벡터에 대한 기울기 벡터의 사영은 주황색으로 표시되어있다.

이를 일반화하면 {\displaystyle \mathbb {R} ^{n}}에서 x에서 미분 가능한 함수 f에 대한, x에서 정의되는 단위 벡터 v를 따르는 방향도함수는
{\displaystyle \nabla _{\mathbf {v} }{f}(\mathbf {x} )=\nabla f(\mathbf {x} )\cdot \mathbf {v} }
으로 주어진다. 즉, 단위 벡터 v와 기울기 {\displaystyle \nabla f} 사이의 각도를 θ라 하면
{\displaystyle |\nabla _{\mathbf {v} }{f}(\mathbf {x} )|=|\nabla f(\mathbf {x} )|\cos \theta }
인 관계가 성립하므로 함수 f가 가장 크게 증가하는 방향은 {\displaystyle \theta =0}, 즉 기울기 벡터 {\displaystyle \nabla f}가 향하는 방향이다.

## 같이 보기
- 편미분
- 기울기(gradient)